# Goldpfeil

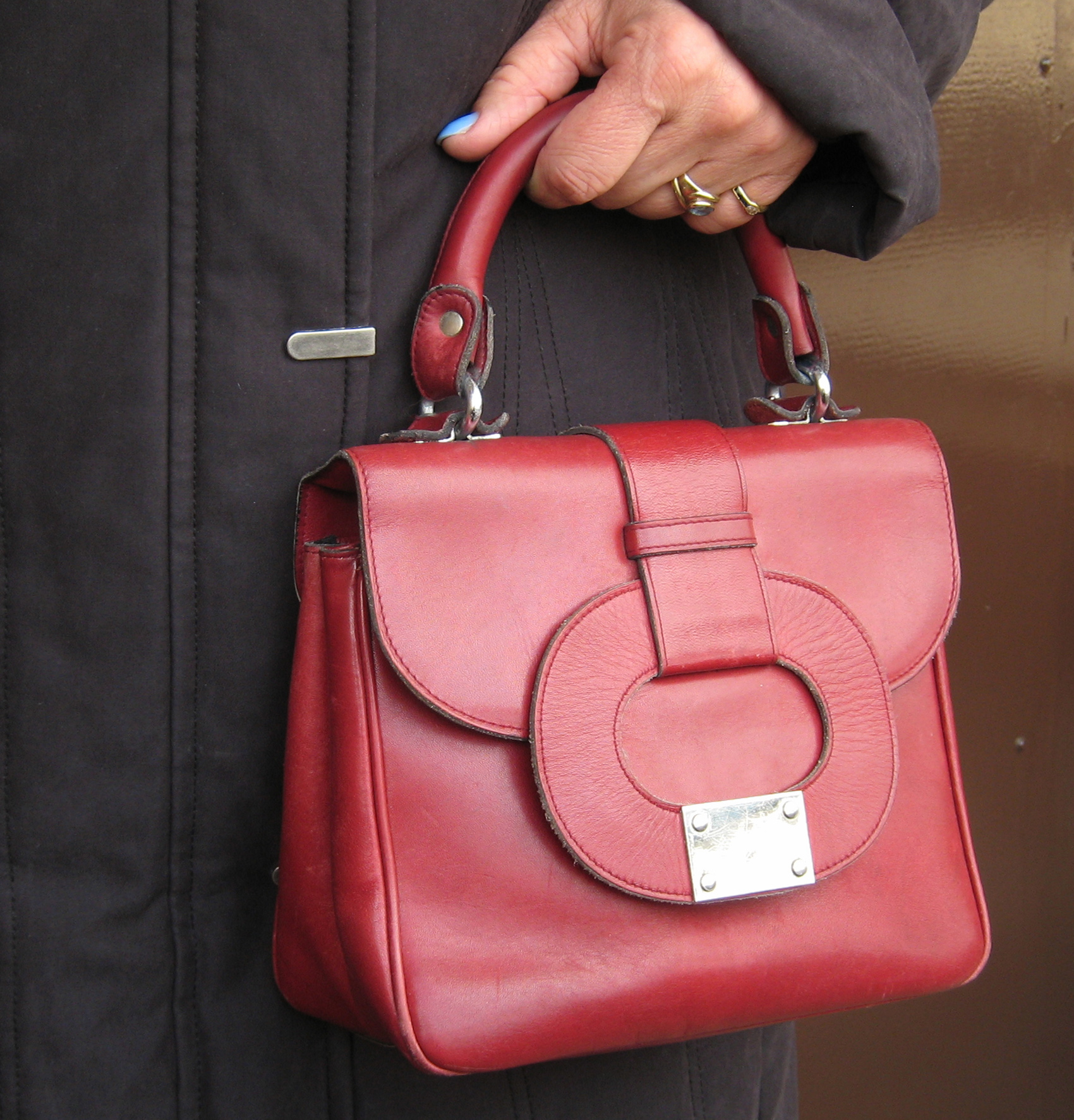
Henkeltasche von Goldpfeil aus den 1970er-Jahren

Goldpfeil (Goldpfeil Ludwig Krumm AG oder Gold-Pfeil) war ein Traditionshersteller hochwertiger Taschen und Lederaccessoires und größter Betrieb der Offenbacher Lederwarenindustrie. Goldpfeil fungierte zuletzt neben Comtesse als Luxusmarke des ehemaligen EganaGoldpfeil-Konzerns und betrieb weltweit eigene Filialen. Nach der Insolvenz von EganaGoldpfeil erwarb Tchibo Rechte und Lizenzen für die Nutzung der Goldpfeil-Marke, vermarktet diese seit 2011 jedoch nicht aktiv.

## Geschichte

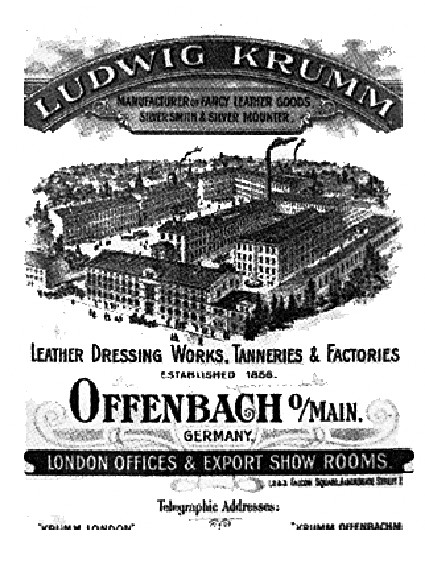
Werbung der Londoner Verkaufsfiliale Ludwig Krumm (London) Ltd. um 1900

Die Wurzeln des Unternehmens reichen in das Jahr 1856 zurück, in dem es als Ludwig Krumm AG Vereinigte Lederwarenfabriken in Offenbach am Main gegründet wurde. Ursprünglich als Manufaktur für Portemonnaies betrieben, kamen schnell Reisegepäck und Damen- sowie Herrentaschen in hochwertiger Ausstattung ins Programm. 1881 beschäftigte das Unternehmen 200 Mitarbeiter, 1906 waren es bereits 1.000. Die ersten Exporte erfolgten nach Russland und Großbritannien.
In den Jahren 1911 bis 1913 wurde in Offenbach an der Kaiserstraße eine neue Firmenzentrale errichtet. Das Gebäude mit einer Sandsteinfassade im Stil des barockisierenden Späthistorismus wurde von dem Architekten Philipp Forster entworfen und von der Frankfurter Betonbau-Gesellschaft gebaut.

### Aufstieg und Expansion
Moritz Krumm, einer der sechs Söhne des Firmengründers Ludwig Krumm, verkaufte Anfang der 1920er-Jahre Taschen von Krumm in London. Von dort brachte man auch die Anregung zur Umbenennung des Unternehmens in Goldpfeil mit, welche 1931 erfolgte. Die Bezeichnung ging auf den Luxuszug „Golden Arrow“ zurück, welcher damals als Symbol für Exklusivität und mondänes Leben stand. Heinrich Krumm sah der Legende nach in der Londoner Victoria Station den Zug und beschloss, dessen Namen als Marke für die Firma zu wählen. Von dem Zug wurden auch die Farben übernommen: Grün und Gold waren fortan die neuen Hausfarben der Firma. Bis dahin war es üblich, die Produkte allgemein nur mit der Herkunftsbezeichnung Offenbacher Lederwaren zu bewerben und zu verkaufen.

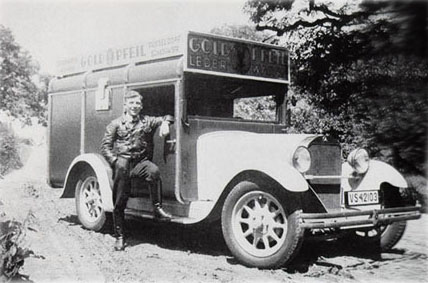
Lieferwagen mit Aufbau in Kofferform, 1920er-Jahre

Wesentliche Änderungen im Unternehmen fanden in den 1920er-Jahren statt, als Heinrich Krumm die Führung des Unternehmens von seinem Onkel Moritz übernahm. Der verlorene englische Markt wurde durch Exporte in die USA ersetzt, wo Goldpfeil-Lederwaren unter anderem in den New Yorker Kaufhäusern Macy’s und Saks Fifth Avenue angeboten wurden. 1924 erfolgte die Umwandlung des Familienunternehmens in eine Aktiengesellschaft, 1928 wurde der Konkurrent Gebrüder Langhardt übernommen, da diese vor allem in Deutschland stark vertreten war. Von konventionellen Lederwaren wurde das Sortiment fortan eher gestaltungsorientiert. Hugo Eberhardt wurde als Berater herangezogen. Leo Schumacher, später Professor an den Technischen Lehranstalten Offenbach, wurde für die gesamte Gold-Pfeil-Produktion verantwortlicher Gestalter und Vorstandsmitglied des Unternehmens.
In den 1930er-Jahren lieferte Goldpfeil in 56 Länder. In Deutschland wurden die ersten eigenen Läden eröffnet und als Tochterunternehmen unter der FirmaGold-Pfeil Lederwaren GmbH geführt. 20 % aller aus Deutschland exportierten Lederwaren waren von Goldpfeil. Der Exportanteil von Goldpfeil lag 1931 bei 90 %.
Im Zweiten Weltkrieg wurden 90 % der Produktionsstätten zerstört. In den Folgejahren wurden sie wieder aufgebaut. Heinrich Krumm organisierte am 17. März 1952 in Bonn eine Konferenz zwischen westdeutschen Industrieunternehmen und der sowjetischen Führung. Diese war Türöffner für alle späteren bilateralen Beziehungen. Neben den eigenen Kollektionen stellte Goldpfeil Taschen für renommierte Modehäuser in Lizenz her, beispielsweise ab 1956 für Christian Dior.
Heinrich Krumm verunglückte 1957 auf einer Fahrt zur Leipziger Messe.
Die Leibbrand-Gruppe unter Willi Leibbrand, die einen 25-Prozent-Anteil an Rewe besaß, erhöhte 1969 ihre bisherige Minderheitsbeteiligung an Goldpfeil zu einer Mehrheitsbeteiligung.
Ab 1980 trennte sich die Goldpfeil vollständig vom mittelpreisigen Marktsegment und konzentrierte sich auf die hochpreisigen Produkte. Der 1889 gegründete Lederwarenhersteller aus Offenbach und ehemalige Königlich Sächsische Hoflieferant Mädler wurde 1984 aus der Konkursmasse erworben und deckte fortan wieder das mittelpreisige Segment ab.
Ab 1984 wurde das eigene Filialnetz unter Vorstand Heinrich Oboth (* 1924) mit zehn Filialen in den Vereinigten Staaten erweitert, so zum Beispiel am Rodeo Drive in Beverly Hills und an der Fifth Avenue in New York. Ab 1993 wurde ein neues einheitliches Ladenkonzept eingeführt, welches von Helmut Pummer entworfen wurde. Eine der ersten umgebauten Filialen war die am Rodeo Drive, Beverly Hills.
Ein Lizenzabkommen mit Jil Sander wurde 1984 geschlossen. 1988 wurde der Goldpfeil Design-Wettbewerb veranstaltet. Als Zeitschrift für Kunden wurde das Goldpfeil Journal – Das Journal der Lebensfreude und des exclusiven Unterschieds herausgegeben.

### Krise und Umstrukturierung

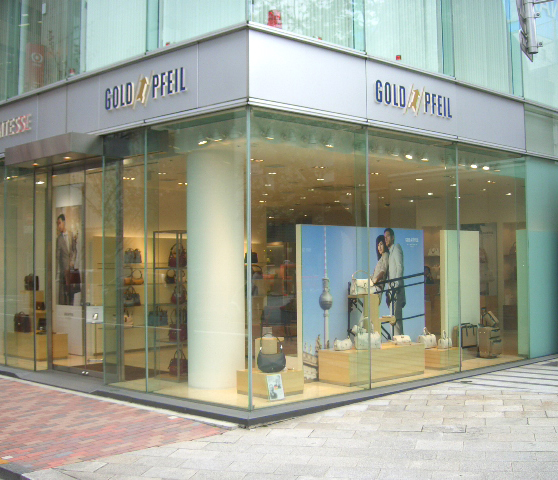
Goldpfeil-Filiale in Ginza, Chūō, Tokio (2006)

In den 1990er-Jahren geriet das Unternehmen in die Krise, da das internationale Luxussegment vor allem von französischen Firmen dominiert wurde. Allein 14 Mal wechselte in den 1990er-Jahren die Unternehmensführung. Auch der Breitenmarkt schrumpfte, von 45.000 Beschäftigten in der Lederwarenindustrie in Deutschland hatten sich deren Zahl bis 2002 halbiert, ebenso die Anzahl der Betriebe.
Schließlich fusionierte 1998 die Firma Goldpfeil mit der Egana-Gruppe zur EganaGoldpfeil (seit 2006 Egana Goldpfeil Accessoires), wobei Goldpfeil als Unternehmen und als Marke von Lederwaren weiterhin erhalten blieb. Die Marke schrieb rote Zahlen. Der Umsatz der Marke selbst betrug 2002 noch 65 Millionen Euro, weniger als 10 % des Umsatzes des Konzerns. In diesem Jahr wurde eine Umstrukturierung beschlossen. Das Luxussegment mit den traditionellen Produktlinien Oxford und Tradition wurde in Deutschland belassen, während die mittelpreisigen Linien fortan in Tschechien und China produziert wurden.
Der Stammsitz in Offenbach wurde aufwändig saniert und erweitert und zu einem Zentrum für Produktentwicklung, Mustertäschnerei, Design und Marketing sowie der Europazentrale der EganaGoldpfeil umgebaut. Als sportliche Kollektion wurde die Linie Stefanie Graf by Goldpfeil eingeführt. Zu diesem Zeitpunkt produzierte Goldpfeil noch rund 6000 Luxus-Taschen pro Jahr in Deutschland.

### Niedergang
Nachdem Hans-Jörg Seeberger, Eigentümer der EganaGoldpfeil 2007 verstarb, meldete EganaGoldpfeil am 21. August 2008 beim Amtsgericht Offenbach Insolvenz an. Die Fun Fashion Vertrieb GmbH, eine Tochtergesellschaft des Konsumgüter- und Einzelhandelsunternehmens Tchibo erwarb zahlreiche Rechte an der Marke und den Produkten von Goldpfeil. Einen letzten Teil des Firmenarchivs konnte die Stadt Offenbach vor der Entsorgung retten. Zu Weihnachten 2009 bot Tchibo Geldbörsen mit dem Markennamen Goldpfeil an. 2010 wurde das Sortiment auf Taschen ausgeweitet, wobei diese Produkte preislich ein anderes Segment ansprachen, als die ursprüngliche Traditionsmarke.
2010 wurde der Geschäftssitz in Offenbach an die Westfälische Grundbesitz und Finanzverwaltung verkauft. Bis Ende Januar 2011 existierte noch der frühere Werksverkauf, der Lagerbestände abverkaufte. Aufgrund fehlenden Nachschubs und noch vorhandener Nachfrage wurden viele Waren nur mit sehr geringen Nachlässen verkauft.

## Sortiment

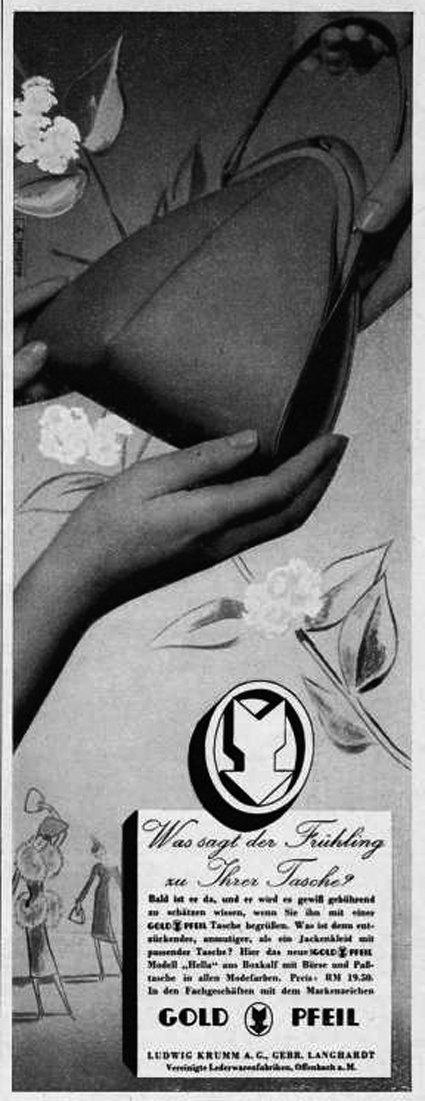
Taschenwerbung von 1938

Goldpfeil-Taschen waren lange ein Statussymbol, so schrieb Ulrike Posche 2004: „Sie sind nahezu im Bellheim-Alter, schwenken Goldpfeil-Taschen und lassen sich unter dem düsteren Begriff Witwe fassen.“ Im gleichen Jahr schrieb die Wirtschaftswoche: „Labels wie Chanel, Louis Vuitton oder Goldpfeil wecken bei den vermögenden Kundinnen Begehrlichkeiten.“

### Lederwaren
Das klassische Sortiment von Goldpfeil waren Lederwaren, vor allem Taschen und Koffer, Jacken und anderes. Die Produkte wurden in verschiedenen Kollektionen angeboten, einige davon waren:
- Goldpfeil Sport (bis etwa 1980)
- Pegasus Club
- Carraciola
- Stefanie Graf by Goldpfeil
- Oxford (oberes Segment, bis zum Ende in Deutschland produziert)
- Tradition (oberes Segment, bis zum Ende in Deutschland produziert)

Die japanische Firma NAAS Co., Ltd. aus Adachi-ku erwarb 2006 eine Lizenz, um Schulranzen für den japanischen Markt unter dem Namen Goldpfeil anzubieten. Diese wurden in Italien gefertigt und für 90.300 Yen verkauft.
Allen Produkten war als Echtheitszertifikat eine goldene Karte mit der Aufschrift Goldpfeil Germany 1856 beigelegt, auf der das Modell und der Händler eingetragen war.

### Uhren
Ab 2001 gehörten Armbanduhren aus dem Hochpreissegment zur Angebotspalette des Unternehmens. Diese wurden von den Schweizer Uhrmachern Antoine Preziuso, Bernhard Lederer, Felix Baumgartner, Frank Jutzi, Svend Andersen, Vianney Halter und Vincent Calabrese (alle Mitglieder der Académie Horlogère des Créateurs Indépendants [AHCI]) gefertigt. Die Uhren entstanden in Kleinserie zu Stückzahlen um die 100. Preislich lagen die Uhren im fünfstelligen Eurobereich, der Listenpreis der Seven Masters lag bei 65.800 US-Dollar.

### Brillen
Unter dem Namen Goldpfeil wurden ebenfalls Brillenfassungen und Sonnenbrillen vertrieben. Diese stammten von der Firma Argenta aus Wetzlar.

## Gebäude am ehemaligen Stammsitz

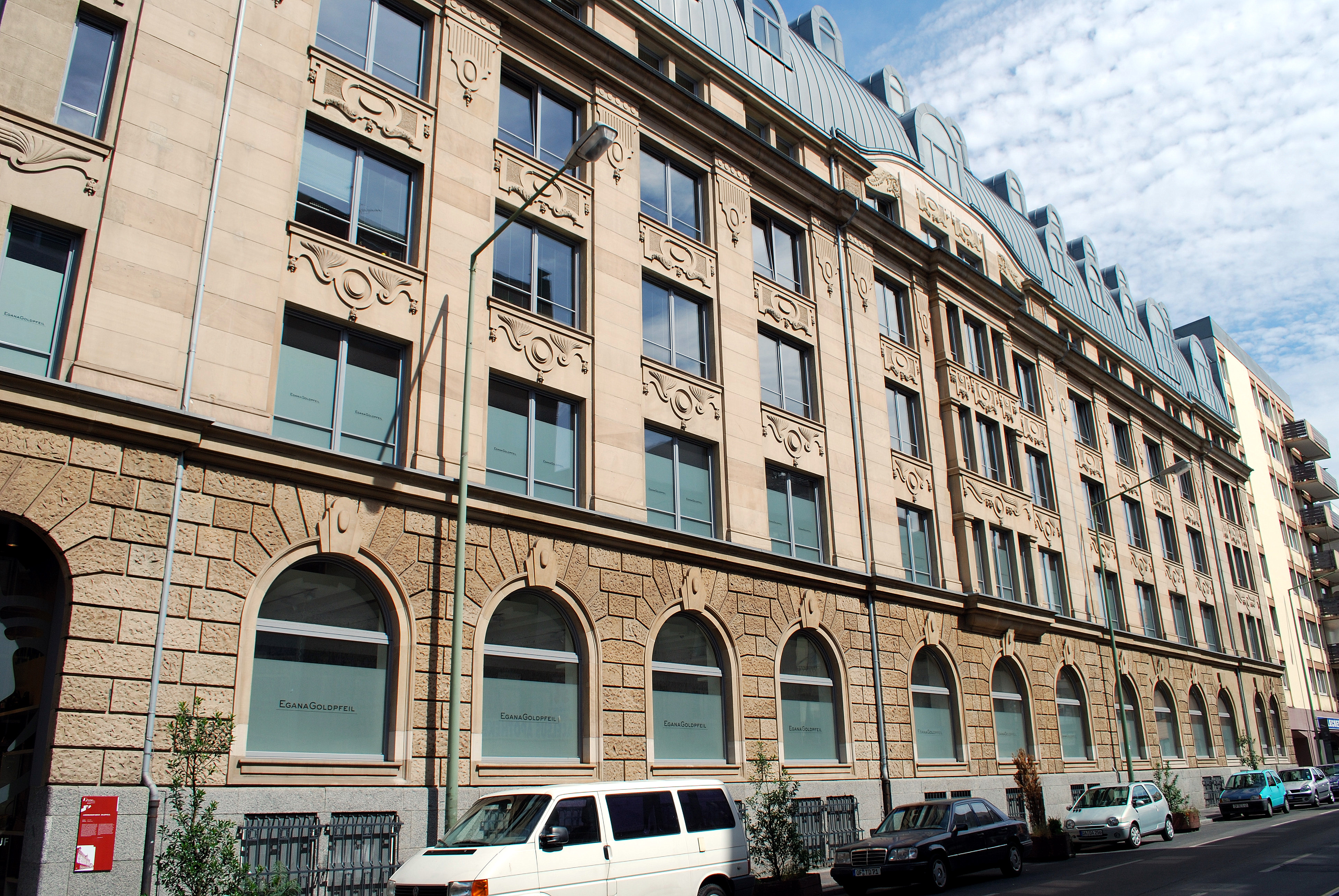
Ehemaliges Stammhaus von Goldpfeil in der Kaiserstraße (Offenbach am Main)

Der Neubau der Lederwarenfabrik Ludwig Krumm wurde in den Jahren 1911 bis 1913 errichtet. Entwerfender Architekt war Philipp Forster II. Das Firmengebäude wurde 1944 schwer kriegsbeschädigt und ab 1948 wieder aufgebaut. Der Bau in Eisenbetonkonstruktion ist an der fünfgeschossigen Fassade sandsteinverkleidet und symmetrisch gestaltet. Das hohe Erdgeschoss über hohem Sockel ist in rustizierter Quaderung und mit rundbogigen Fenstern ausgeführt. Die Obergeschosse sind horizontal durch stark hervortretende Gesimse und vertikal durch Lisenen gegliedert. Der leicht vortretende Mittelrisalit wurde ursprünglich durch einen geschweiften Giebel bekrönt. Dadurch besaß das Gebäude einen neobarocken Charakter. Die flachen Reliefs an den Brüstungen der Obergeschosse und Lisenen sind jedoch deutlich vom Jugendstil beeinflusst. Das fünfte Stockwerk ist als niedriges Mezzaningeschoss ausgebildet. Das flache Satteldach mit Gauben war kriegszerstört und wurde in den 2000er-Jahren durch ein hohes Tonnendach ersetzt.
Das Gebäude hat eine hohe städtebauliche Wirkung. Zudem ist es als einer der größten Lederwarenbetriebe mit einst bis zu tausend Mitarbeitern von Bedeutung für die Offenbacher Industriegeschichte. Das Gebäude steht unter Denkmalschutz.
Das Goldpfeil-Fabrikgebäude ist Teil des Projektes Route der Industriekultur Rhein-Main.